# Johan Hagberg
Johan Hagberg (2 giugno 1999) è un ex sciatore alpino svedese.

## Biografia
Specialista delle prove veloci attivo dal novembre del 2015, in Coppa Europa Johan Hagberg ha esordito il 5 marzo 2018 a Kvitfjell in discesa libera (69º), ha ottenuto il miglior risultato il 28 gennaio 2021 a Orcières in supergigante (18º) e e ha preso per l'ultima volta il via l'11 febbraio 2022 a Kvitfjell nella medesima specialità, senza completare la gara. Si è ritirato nell'aprile del 2022; non ha debuttato in Coppa del Mondo e non ha preso parte a rassegne olimpiche o iridate.

## Palmarès

### Coppa Europa
- Miglior piazzamento in classifica generale: 155º nel 2021

### Far East Cup
- Miglior piazzamento in classifica generale: 37º nel 2018
- Vincitore della classifica di supergigante nel 2018
- 1 podio:
  - 1 vittoria

#### Far East Cup - vittorie
| Data          | Località         | Paese  | Specialità |
| ------------- | ---------------- | ------ | ---------- |
| 14 marzo 2018 | Južno-Sachalinsk | Russia | SG         |

Legenda:

SG = supergigante

### Campionati svedesi
- 4 medaglie:
  - 3 argenti (discesa libera nel 2018; discesa libera nel 2019; discesa libera nel 2022)
  - 1 bronzo (supergigante nel 2021)